# La Paz
La Paz, oficiálně Nuestra Señora de La Paz (ajmarsky Chuqi Yapu nebo Chukiyawu), je sídlem vlády státu Bolívie a hlavním městem departementu La Paz.  Je nejdůležitějším politickým a finančním centrem země. Se 756 000 obyvateli je La Paz třetím nejlidnatějším městem země. Jeho metropolitní oblast, kterou tvoří města La Paz, El Alto, Achocalla, Viacha a Mecapaca, s 2,2 milionu obyvatel tvoří druhou nejlidnatější městskou oblast Bolívie po Santa Cruz de la Sierra s 2,3 milionu obyvatel.
Město, nacházející se v západní části střední Bolívie, 68 km jihovýchodně od jezera Titicaca, leží v kaňonu vytvořeném řekou Choqueyapu. Rozkládá se v miskovité prohlubni, která je součástí povodí Amazonky, a je obklopeno vysokými horami Altiplana. Nad městem se tyčí trojvrší Illimani. Jeho vrcholky jsou stále pokryty sněhem a jsou viditelné z mnoha částí města. S nadmořskou výškou přibližně 3 650 m je La Paz nejvýše položeným hlavním městem na světě, díky své nadmořské výšce má La Paz neobvyklé subtropické vysokohorské podnebí s deštivými léty a suchými zimami.
La Paz založil v roce 1548 španělský konkvistador kapitán Alonso de Mendoza na místě incké osady Laja jako spojnici mezi obchodními cestami vedoucím z Potosí a Orura do Limy; celý název města původně zněl Nuestra Señora de La Paz (což znamená Panna Maria Míru) na památku obnovení míru po povstání Gonzala Pizarra a dalších konkvistadorů proti prvnímu místokráli Peru. Město bylo později přemístěno na své současné místo v údolí Chuquiago Marka. La Paz byl pod španělskou koloniální nadvládou jako součást místokrálovství Río de la Plata, dokud Bolívie nezískala nezávislost. Od svého založení bylo město dějištěm četných povstání. V roce 1781 domorodý vůdce a bojovník za nezávislost Túpac Katari obléhal město celkem šest měsíců, ale nakonec byl poražen. Dne 16. července 1809 bolivijský vlastenec Pedro Domingo Murillo zažehl revoluci za nezávislost, která znamenala začátek hispanoamerických válek za nezávislost, díky nimž v roce 1821 získaly jihoamerické státy svobodu.
Jako sídlo vlády Bolívie se v La Pazu nachází Palacio Quemado, prezidentský palác. Je také sídlem bolivijského zákonodárného sboru, Plurinálního zákonodárného shromáždění, a mnoha vládních úřadů a agentur. Soudní moc si ponechává ústavní hlavní město Bolívie, Sucre. Ve městě sídlí všechna zahraniční velvyslanectví a mezinárodní mise v zemi. La Paz je důležitým politickým, správním, hospodářským a sportovním centrem Bolívie; vytváří 24 % hrubého domácího produktu země a slouží jako sídlo mnoha bolivijských firem a průmyslových odvětví.
La Paz je také významným kulturním centrem Jižní Ameriky, neboť se zde nachází několik památek z koloniálních dob, jako je kostel San Francisco, Metropolitní katedrála, náměstí Plaza Murillo a ulice Jaén. La Paz se také nachází na střetu archeologických oblastí říše Tiwanaku a Inků. Město je proslulé svými trhy, zejména Tržištěm čarodějnic, a nočním životem. Jeho topografie nabízí výhled na město a okolní pohoří Cordillera Real z mnoha přírodních vyhlídek. V La Pazu se nachází největší síť městských lanovek na světě.

## Poloha

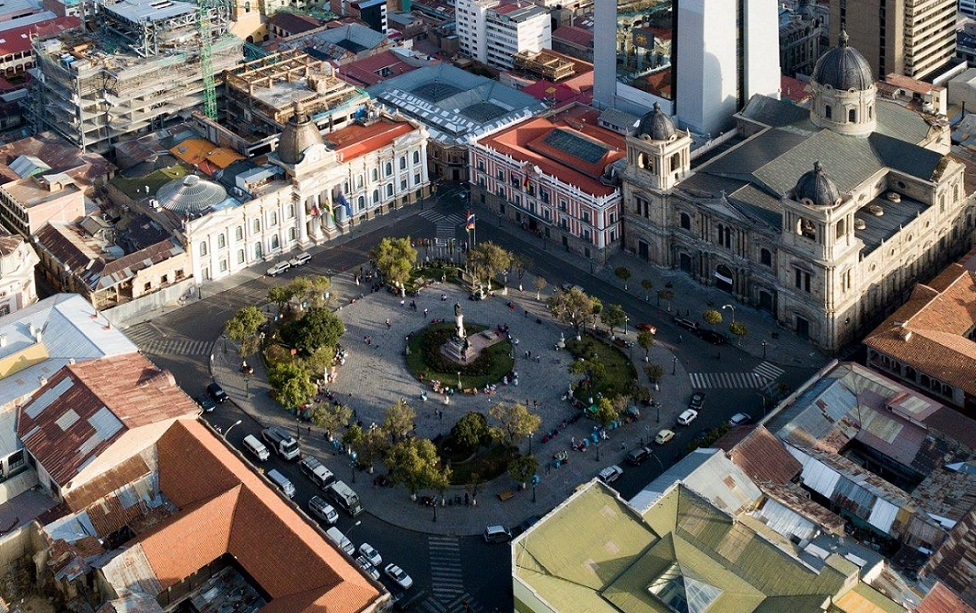
Náměstí Murillo 2018

Město se nachází na západ od středu Bolívie, 68 km jihovýchodně od jezera Titicaca. Nachází se v mísovité prohlubni, která je součástí povodí Amazonky a je obklopeno vysokými horami pohoří Cordillera Real. Hora Ilimani má tři vrcholky a je z ní dobrý výhled na město. Město je zasazeno do kaňonu vytvořeného řekou Choqueyapu a je pod náhorní plošinou, nacházející se v nadmořské výšce cca 4000 m. Na ní se nachází město El Alto s mezinárodním letištěm. S nadmořskou výškou 3 650 m je La Paz nejvýše položeným hlavním městem na světě.  Díky této nadmořské výšce má La Paz neobvyklé subtropické vysokohorské klima s deštivými léty a suchými zimami.

## Historie

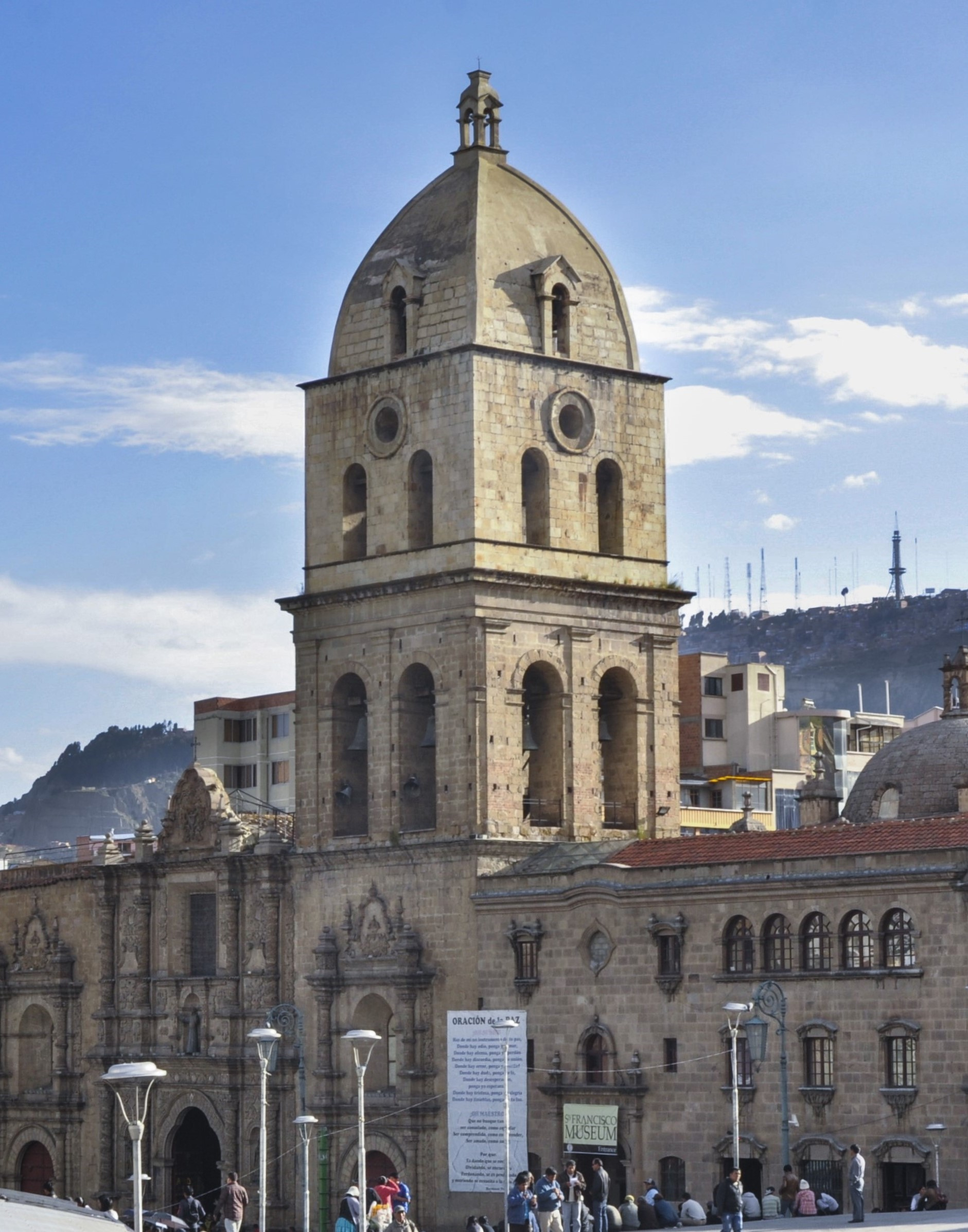
Bazilika sv. Františka

V polovině 16. století dobyly španělské jednotky vedené konquistadory Franciscem Pizarrem a Diegem de Almagrem říši Inků a krátce poté vzniklo místokrálovství Peru. V době největšího rozmachu ovládalo území rozkládající se od Panamy až po úplný jih kontinentu. Do Bolívie přišli Španělé v roce 1535 a do oblasti La Pazu v roce 1548. Město zde založil španělský konquistador kapitán Alonzo de Mendoza na místě incké osady Laja jako spojovací bod mezi obchodními cestami, které vedly z Potosí a Orura do Limy. Úplný název města byl původně Nuestra Señora de La Paz ( což znamená Naše Paní míru ) na památku nastolení míru po povstání Gonzala Pizarra a kolegů conquistadorů proti prvnímu místokráli Peru Blascu Núñezu Velovi.
V roce 1809 začal boj za nezávislost na španělské nadvládě. První otevřené povstání začalo současně ve městech La Paz a Sucre. V roce 1898 se La Paz stal de facto sídlem národní vlády.

## Architektura
V La Pazu zaujme především náměstí Plazza Murrilo, na němž se nachází Národní kongres, Metropolitní katedrála či Prezidentský palác. Dále je zde basilika San Francisco a mnoho muzeí, např. Museo Nacional de Arte. Za nejzajímavější je považována cesta od kostela sv. Františka ulicí Sagárnaga. Koloniální budovy jsou většinou soustředěny kolem Plaza Murillo. Některé byly zbourány kvůli nedostatku financí a neschopnosti vlastníků nemovitostí platit za jejich rekonstrukce. Výstavba modernějších budov je pro vlastníky menší zátěží než udržování těch starých.

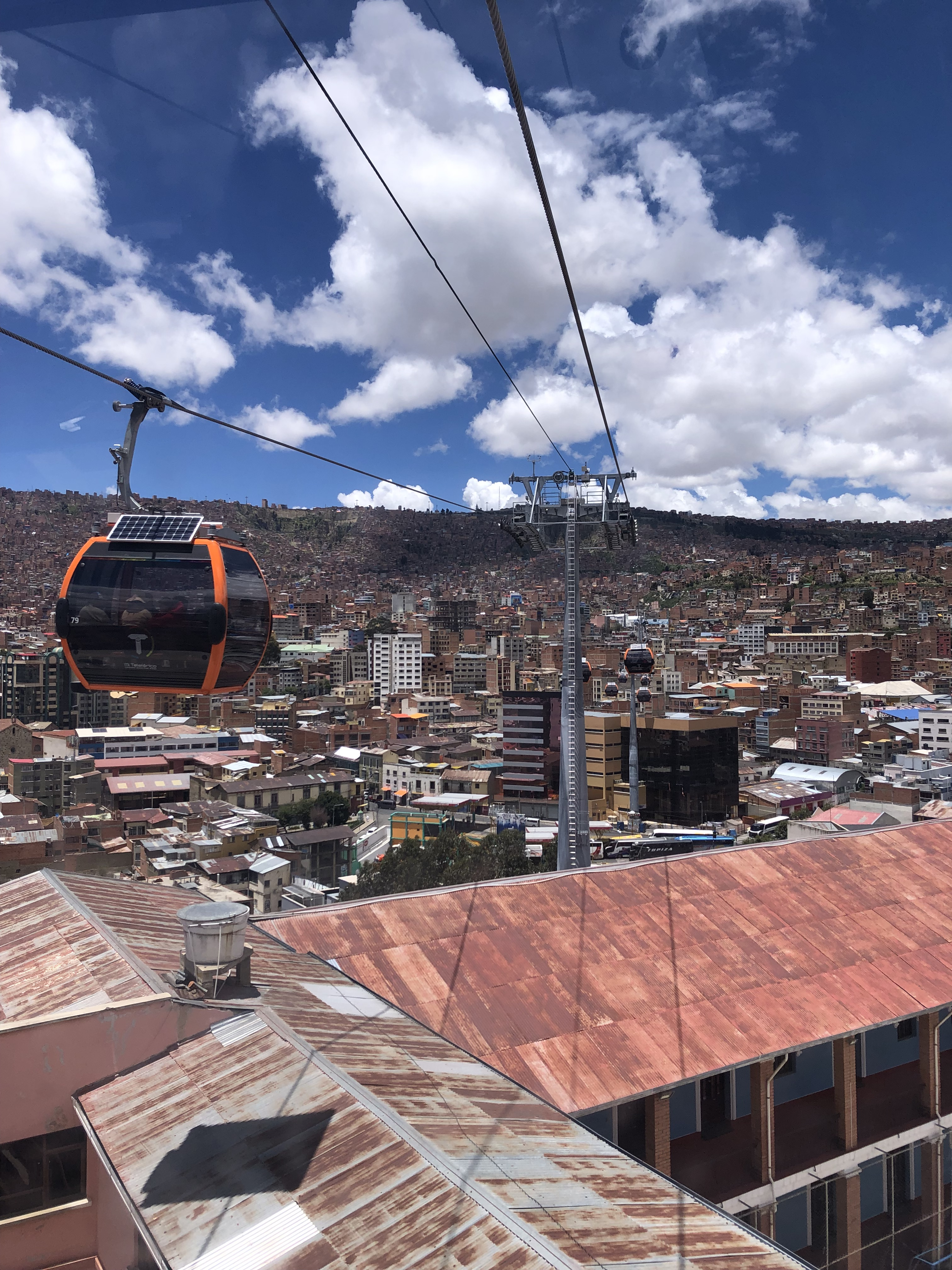
Lanovka La Paz - El Alto

## Doprava

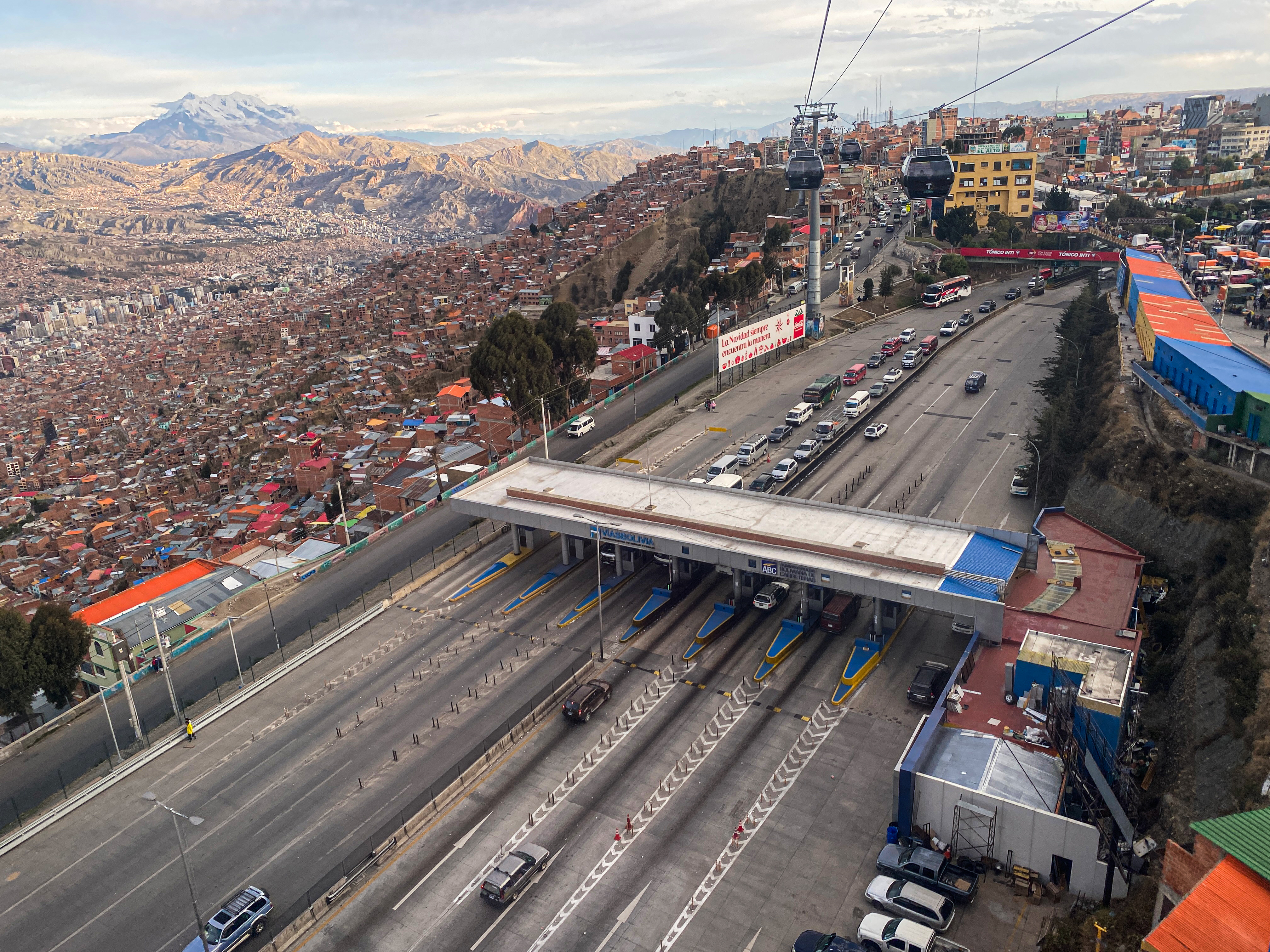
Dálnice La Paz - El Alto

Do města je možné se dostat autem a veřejnou autobusovou dopravou. Autobusové nádraží La Paz, původně autobusové a vlakové nádraží, bylo postaveno francouzským architektem Gustavem Eiffelem .Odjíždějí odtud meziměstské autobusy s několika denními odjezdy do všech hlavních bolivijských měst a také do Chile a Peru. Snadné spojení se sousedními městy zajišťují dvě dálnice: La Paz - El Alto a Lapaz - Oruro.
Kvůli značným výškovým rozdílům a mnoha podzemním řekám nebylo možné ve městě vybudovat metro. Namísto něj zde vznikla nejdelší síť lanovek na světě. Systém městských tranzitních visutých lanovek se jmenuje Mi Teleférico („Moje lanovka“) a byl zprovozněn v roce 2014. V provozu je osm linek a další tři linky jsou ve fázi plánování. První dvě linky (červená a žlutá) spojovaly La Paz s El Alto, kde je národní a mezinárodní letiště.

## Hospodářství
Celá Bolívie čelila v 80. a na počátku 90. let dlouhému období vysoké inflace a ekonomickému boji. Dříve jedna z nejchudších ekonomik světa byla později na vzestupu, po roce 2010 ale město podobně jako celou zemi zasáhla vlna šedé ekonomiky.

## Zásobování vodou
Město získává pitnou vodu ze tří vodovodů. Všechny tři systémy jsou napájeny ledovci a řekami v pohoří Cordillera . Asi třetina vody je získávána z ledovců, zbytek pochází z dešťových srážek a tání sněhu. Ledovce ustupují v důsledku změny klimatu. Město má problémy s čistotou vody, postrádá totiž infrastrukturu na čistění odpadních vod a tato voda se tak vrací zpět do řeky Choqueyapu. Město hledá nové vodní zdroje dále na sever v Kordillerách.

## Kriminalita
V prvním desetiletí 21. století se Bolívie stala vyhledávaným místem „kokainového turismu“. V samotném hlavním městě se objevil první kokainový bar na světě s názvem Route 36, který ale musel po týdnech až třech měsících měnit své sídlo, aby jeho provozovatelé nebyli dopadeni policií.

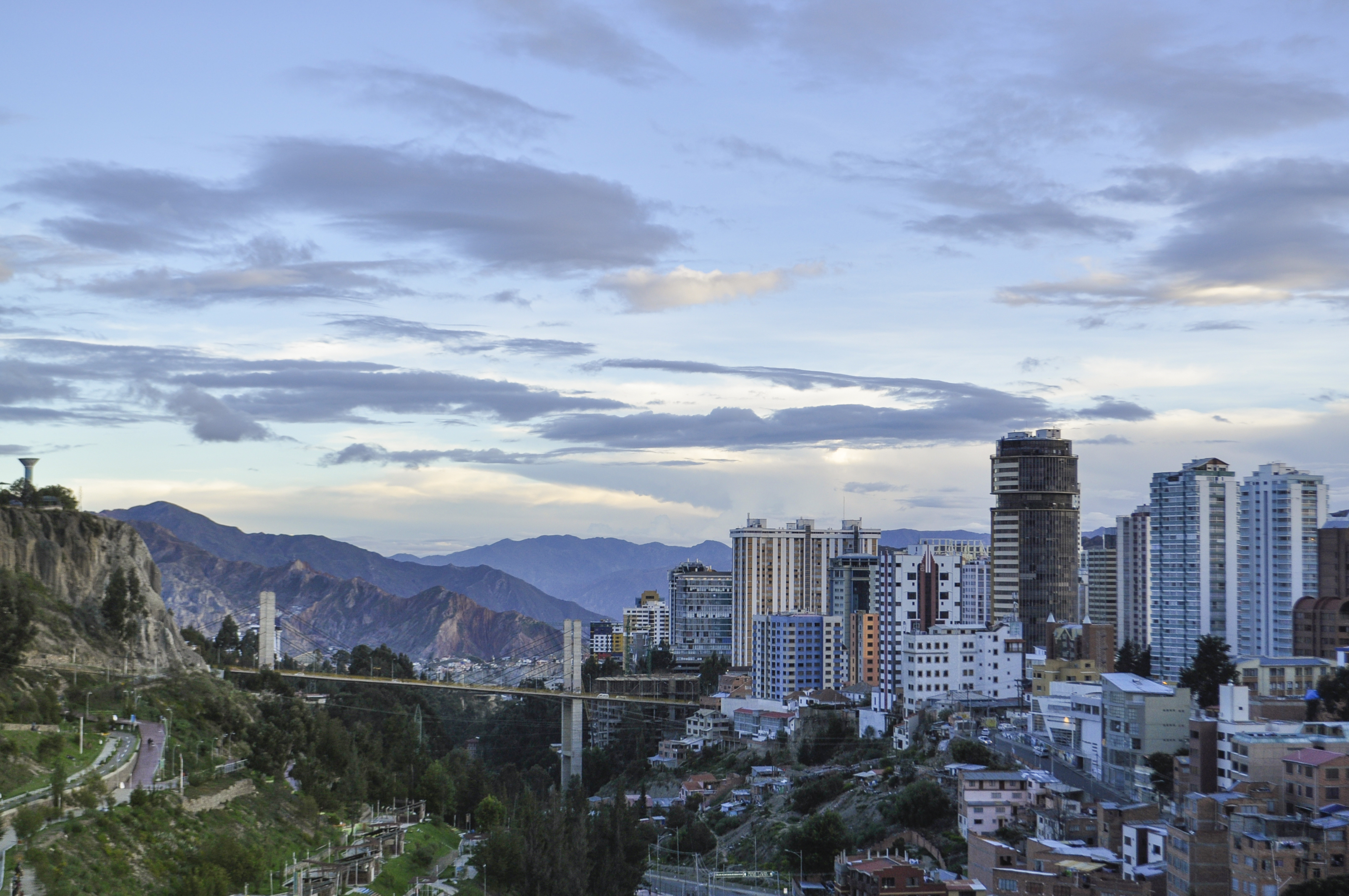
Střed města a most Puerte de las Americas

Na přelomu století upoutala pozornost turistů věznice v San Pedro, jejíž fungování se od ostatních věznic liší. San Pedro je „státem ve státě“, kde uvěznění chodí do zaměstnání ve věznici umístěných, kupují si cely k bydlení a mohou zde žít se svými rodinami.
Ve městě sídlí Národní ústředna Interpolu.

## Sport
V La Pazu sídlí fotbalové kluby Bolívar a The Strongest.
Město disponuje nejvýše položeným golfovým hřištěm na světě.[zdroj⁠?!]

## Partnerská města
- Bonn, Německo
- Coro, Venezuela
- Cuzco, Peru
- Madrid, Španělsko
- São Paulo, Brazílie